# José Elói Pessoa
José Elói Pessoa (Salvador, 27 de junho de 1792 — Salvador, 2 de março de 1841) foi um militar e político brasileiro.
Foi presidente da província de Sergipe, nomeado por carta imperial de 5 de abril de 1837, de 31 de maio de 1837 a 23 de março de 1838.